# Todd Hollenshead
Todd Hollenshead az id Software nevű cég vezérigazgató-tisztviselője, korábban adótanácsadóként dolgozott az Arthur Andersen-nél.
2007 augusztusában Todd bejelentette a 2007-es QuakeCon-on, hogy a Return to Castle Wolfenstein című videójátékuknak filmes változata ugyan azzal a producer/író csapattal fog elkészülni, mint a Silent Hill – A halott város című film is, azaz Roger Avary író-rendezővel és Samuel Hadida producerrel.

## Munkái
A következő videójátékok elkészítésében vett részt:
- 1993 – Doom
- 1994 – The Ultimate Doom
- 1999 – Quake III Arena
- 2001 – Return to Castle Wolfenstein
- 2004 – Doom 3

## Külső hivatkozások
- id Software hivatalos oldala (angolul)
- Interjú Hollenshead-del és Carmack-kel (angolul)